# Мпика
Мпика (на английски: Mpika, също Чачи Мпика, Chachi Mpika, или Ча Чи, Cha-Chi) е град в източната част на Северна Замбия. Намира се в Северната провинция на страната. Има жп гара, от която на североизток се пътува през провинциалния център Касама до границата с Танзания, а на югозапад до столицата Лусака и вътрешността на страната. В Мпика има колеж Замбия Калидж ъв Агрикълчър (Zambia College of Agriculture), основан от шведи. Населението му е 39 724 жители към 2010 г.